# Герб Вилегодского района
Герб Вилегодского района — герб одного из муниципальных районов Архангельской области.

## Описание герба
«В зеленом поле лазоревый (голубой, синий) тонко окаймленный серебром пониженный косвенный слева волнистый пояс обремененный плотом из золотых брёвен, сопровождаемый в оконечности косвенно слева тремя лазоревыми, имеющими золотые сердцевины цветками льна, тонко окаймленными серебром; в левом* верхнем углу — серебряное облако, из которого в косвенный слева пояс выходит золотая молния (громовая стрела)».

## Обоснование символики
Синий пояс показывает реку Виледь, именем которой назван район. Синий цвет — символ возвышенных устремлений, мышления, искренности и добродетели.
Плот отражает то, что в районе издавна ведутся лесозаготовки, а зеленый цвет щита символизирует леса и сельскохозяйственные угодья района. Цветы льна говорят о том, что район исторически славится льноводством. Зеленый цвет также символ изобилия, жизни и возрождения.
Облако с молнией аллегорически говорят об Илье — громовержце, имя которого носит центр района — село Ильинско-Подомское.
Золото — символ прочности, величия, интеллекта, великодушия.
Серебро — символ простоты, ясности, совершенства, мудрости и мира.
В гербе муниципального образования «Вилегодский район» языком геральдических символов гармонично отражено его название и природные особенности.
Утвержден решением Собрания депутатов муниципального образования «Вилегодский район» от 21 июля 1999 года № 62.
Внесен в Государственный геральдический регистр Российской Федерации под № 492